# Epidapus quinquespinus
Epidapus quinquespinus är en tvåvingeart som beskrevs av Werner Mohrig 1996. Epidapus quinquespinus ingår i släktet Epidapus och familjen sorgmyggor. Inga underarter finns listade i Catalogue of Life.